# Tour de France 2012.
Tour de France 2012. bio je 99. izdanje najpoznatije biciklističke utrke na svijetu. Utrka je startala u Belgiji kratkim kronometrom, a domaćin je bio grad Liège. I naredne dvije etape vožene su u istoj zemlji, a zatim se utrka preselila u Francusku. Jedna etapa imala je cilj u Švicarskoj.
Pobjednik je postao Bradley Wiggins, koji je tako postao prvi Britanac kome je to uspjelo. Drugi u ukupnom poretku bio je njegov sunarodnjak Chris Froome sa zaostatkom od 3 minute i 22 sekunde, a treći je bio Talijan Vincenzo Nibali. Najbolji brdski vozač bio je domaći biciklist Thomas Voeckler. Kao najbolji sprinter utrku je završio Peter Sagan, a najbolji mladi vozač bio je Tejay van Garderen.

## Timovi
Svih 18 timova koji imaju UCI ProTeam licencu bili su obavezni sudjelovati u ovoj utrci. Osim njih, u utrci su sudjelovala i 4 Pro-kontinentalna tima koja su dobila pozivnicu organizatora.
- Ag2r-La Mondiale
- Argos-Shimano†
- Astana
- BMC
- Cofidis†
- Euskaltel-Euskadi
- FDJ-BigMat
- Garmin-Sharp
- Lampre-ISD
- Liquigas-Cannondale
- Lotto-Belisol
- Movistar Team
- Orica-GreenEDGE
- Omega Pharma-Quick Step
- Rabobank
- RadioShack-Nissan
- Saur-Sojasun†
- Team Europcar†
- Kaćuša
- Team Saxo Bank-Tinkoff Bank
- Team Sky
- Vacansoleil-DCM

†: pozvani Pro-kontinentalni timovi

## Favoriti za naslov
Branitelj naslova Cadel Evans bio je jedan od glavnih favorita, ali je izgubio vrijeme na dvije ključne brdske etape i na kraju završio na 7. mjestu. Andy Schleck, pobjednik iz 2010., nije nastupio na utrci zbog ozljede koju je zadobio na urci Critérium du Dauphiné. Još jedan raniji pobjednik, Alberto Contador, također nije nastupio zbog suspenzije uzrokovane dopingom. U takvim okolnostima pred sam početak utrke kao najveći favorit isticao se Bradley Wiggins, nakon što je pobijedio na Critérium du Dauphinéu. 

## Etape
| Etapa  | Datum      | Start-cilj etape                            | Duljina      | Tip          | Tip                   | Pobjednik          |              |
| ------ | ---------- | ------------------------------------------- | ------------ | ------------ | --------------------- | ------------------ | ------------ |
| Prolog | 30. lipnja | Liège – Liège                               | 6,4 km       |              | Indiv. kronometar     | Fabian Cancellara  |              |
| 1      | 1. srpnja  | Liège – Seraing                             | 198 km       |              | Ravna etapa           | Peter Sagan        |              |
| 2      | 2. srpnja  | Visé – Tournai                              | 207,5 km     |              | Ravna etapa           | Mark Cavendish     |              |
| 3      | 3. srpnja  | Orchies – Boulogne-sur-Mer                  | 197 km       |              | Umjereno-brdska etapa | Peter Sagan        |              |
| 4      | 4. srpnja  | Abbeville – Rouen                           | 214,5 km     |              | Ravna etapa           | André Greipel      |              |
| 5      | 5. sprnja  | Rouen – Saint-Quentin                       | 196,5 km     |              | Ravna etapa           | André Greipel      |              |
| 6      | 6. srpnja  | Épernay – Metz                              | 207,5 km     |              | Ravna etapa           | Peter Sagan        |              |
| 7      | 7. srpnja  | Tomblaine – La Planche des Belles Filles    | 199 km       |              | Umjereno-brdska etapa | Chris Froome       |              |
| 8      | 8. srpnja  | Belfort – Porrentruy                        | 157,5 km     |              | Umjereno-brdska etapa | Thibaut Pinot      |              |
| 9      | 9. srpnja  | Arc-et-Senans – Besançon                    | 41,5 km      |              | Indiv. kronometar     | Bradley Wiggins    |              |
|        | 10. srpnja | Slobodan dan                                | Slobodan dan | Slobodan dan | Slobodan dan          | Slobodan dan       | Slobodan dan |
| 10     | 11. srpnja | Mâcon – Bellegarde-sur-Valserine            | 194,5 km     |              | Brdska etapa          | Thomas Voeckler    |              |
| 11     | 12. srpnja | Albertville – La Toussuire/Les Sybelles     | 148 km       |              | Brdska etapa          | Pierre Rolland     |              |
| 12     | 13. srpnja | Saint-Jean-de-Maurienne – Annonay/Davézieux | 226 km       |              | Umjereno-brdska etapa | David Millar       |              |
| 13     | 14. srpnja | Saint-Paul-Trois-Châteaux – Cap d'Agde      | 217 km       |              | Ravna etapa           | André Greipel      |              |
| 14     | 15. srpnja | Limoux – Foix                               | 191 km       |              | Brdska etapa          | Luis León Sánchez  |              |
| 15     | 16. srpnja | Samatan – Pau                               | 158,5 km     |              | Ravna etapa           | Pierrick Fedrigo   |              |
|        | 17. srpnja | Slobodan dan                                | Slobodan dan | Slobodan dan | Slobodan dan          | Slobodan dan       | Slobodan dan |
| 16     | 18. srpnja | Pau – Bagnères-de-Luchon                    | 197 km       |              | Brdska etapa          | Thomas Voeckler    |              |
| 17     | 19. srpnja | Bagnères-de-Luchon – Peyragudes             | 143,5 km     |              | Brdska etapa          | Alejandro Valverde |              |
| 18     | 20. srpnja | Blagnac – Brive-la-Gaillarde                | 222,5 km     |              | Ravna etapa           | Mark Cavendish     |              |
| 19     | 21. srpnja | Bonneval – Chartres                         | 53,5 km      |              | Indiv. kronometar     | Bradley Wiggins    |              |
| 20     | 22. srpnja | Rambouillet – Paris (Elizejske poljane)     | 120 km       |              | Ravna etapa           | Mark Cavendish     |              |

## Konačni rezultati[7]
|     | Vozač                 | Tim               | Vrijeme     |  |
| --- | --------------------- | ----------------- | ----------- |  |
| 1.  | Bradley Wiggins       | Team Sky          | 87h 34' 47" |  |
| 2.  | Chris Froome          | Team Sky          | + 3' 21"    |  |
| 3.  | Vincenzo Nibali       | Astana            | + 6' 19"    |  |
| 4.  | Jurgen Van Den Broeck | Lotto-Belisol     | + 10' 15"   |  |
| 5.  | Tejay van Garderen    | BMC Racing Team   | + 11' 04"   |  |
| 6.  | Haimar Zubeldia       | RadioShack-Nissan | + 15' 41"   |  |
| 7.  | Cadel Evans           | BMC Racing Team   | + 15' 49"   |  |
| 8.  | Pierre Rolland        | Team Europcar     | + 16' 26"   |  |
| 9.  | Janez Brajkovič       | Astana            | + 16' 33"   |  |
| 10. | Thibaut Pinot         | FDJ-BigMat        | + 17' 17"   |  |

|     | Vozač                | Tim                         | Bodovi |  |
| --- | -------------------- | --------------------------- | ------ |  |
| 1.  | Peter Sagan          | Liquigas-Cannondale         | 421    |  |
| 2.  | André Greipel        | Lotto-Belisol               | 280    |  |
| 3.  | Matthew Goss         | Orica-GreenEDGE             | 268    |  |
| 4.  | Mark Cavendish       | Team Sky                    | 220    |  |
| 5.  | Edvald Boasson Hagen | Team Sky                    | 160    |  |
| 6.  | Bradley Wiggins      | Team Sky                    | 144    |  |
| 7.  | Chris Froome         | Team Sky                    | 126    |  |
| 8.  | Luis León Sánchez    | Rabobank                    | 104    |  |
| 9.  | Juan José Haedo      | Team Saxo Bank-Tinkoff Bank | 102    |  |
| 10. | Cadel Evans          | BMC Racing Team             | 100    |  |

|     | Vozač                | Tim                         | Bodovi |  |
| --- | -------------------- | --------------------------- | ------ |  |
| 1.  | Thomas Voeckler      | Team Europcar               | 135    |  |
| 2.  | Fredrik Kessiakoff   | Astana                      | 123    |  |
| 3.  | Chris Anker Sørensen | Team Saxo Bank-Tinkoff Bank | 77     |  |
| 4.  | Pierre Rolland       | Team Euopcar                | 63     |  |
| 5.  | Alejandro Valverde   | Movistar Team               | 51     |  |
| 6.  | Chris Froome         | Team Sky                    | 48     |  |
| 7.  | Egoi Martínez        | Euskaltel-Euskadi           | 43     |  |
| 8.  | Thibaut Pinot        | FDJ-BigMat                  | 40     |  |
| 9.  | Brice Feillu         | Saur-Sojasun                | 38     |  |
| 10. | Daniel Martin        | Garmin-Sharp                | 34     |  |

|     | Vozač                | Tim                 | Vrijeme      |  |
| --- | -------------------- | ------------------- | ------------ |  |
| 1.  | Tejay van Garderen   | BMC Racing Team     | 87h 45' 51"  |  |
| 2.  | Thibaut Pinot        | FDJ-BigMat          | + 6' 13"     |  |
| 3.  | Steven Kruijswijk    | Rabobank            | + 1h 05' 48" |  |
| 4.  | Rein Taaramäe        | Cofidis             | + 1h 16' 48" |  |
| 5.  | Jon Izagirre         | Euskaltel-Euskadi   | + 1h 21' 15" |  |
| 6.  | Rafael Valls         | Vacansoleil-DCM     | + 1h 26' 53" |  |
| 7.  | Peter Sagan          | Liquigas-Cannondale | + 1h 27' 33" |  |
| 8.  | Dominik Nerz         | Liquigas-Cannondale | + 1h 31' 08" |  |
| 9.  | Edvald Boasson Hagen | Team Sky            | + 1h 41' 30" |  |
| 10. | Davide Malacarne     | Team Europcar       | + 1h 46' 41" |  |

|     | Tim                 | Vrijeme      |  |
| --- | ------------------- | ------------ |  |
| 1.  | RadioShack-Nissan   | 263h 12' 14" |  |
| 2.  | Team Sky            | + 5' 46"     |  |
| 3.  | BMC Racing Team     | + 36' 29"    |  |
| 4.  | Astana              | + 43' 22"    |  |
| 5.  | Liquigas-Cannondale | + 1h 04' 55" |  |
| 6.  | Movistar Team       | + 1h 08' 16" |  |
| 7.  | Team Europcar       | + 1h 08' 46" |  |
| 8.  | Kaćuša              | + 1h 12' 46" |  |
| 9.  | FDJ-BigMat          | + 1h 19' 30" |  |
| 10. | Ag2r-La Mondiale    | + 1h 41' 15" |  |

### Galerija nositelja majica
- Bradley Wiggins u 19. etapi
- Peter Sagan u 19. etapi
- Thomas Voeckler u 19. etapi
- Tejay Van Garderen u 19. etapi
- Chris Anker-Sørensen (plava i žuta).
- Radioshack-Nissan-Trek predvodi peloton.